# Johann Sebastian Bach
Johann Sebastian Bach (pronunție în germană [joːhan zebastjan bax] n. 21/31 martie 1685, Eisenach, Turingia, Sfântul Imperiu Roman – d. 28 iulie 1750, Leipzig, Sfântul Imperiu Roman) a fost un compozitor german și organist din perioada barocă.
Este cunoscut pentru un număr mare de lucrări care acoperă o largă varietate de genuri și forme populare în epoca sa, de la compoziții solo precum Variațiunile Goldberg, Suitele pentru violoncel solo, Clavecinul Bine Temperat, Partita pentru vioară în re minor, la lucrări orchestrale precum cele 6 Concerte Brandenburgice. O proporție semnificativă din creația sa o ocupă și lucrările corale, precum Patimile după Matei, Misa în si minor, Oratoriul de Crăciun și peste 200 de cantate, atât laice cât și religioase. 
După redescoperirea și republicarea compozițiilor sale în secolul al XIX-lea, Johann Sebastian Bach a devenit unul dintre cei mai cunoscuți și apreciați compozitori din istoria muzicii.

## Biografie

### Copilăria și adolescența (1685-1703)
Johann Sebastian Bach s-a născut la Eisenach, capitala ducatului Saxa-Eisenach, pe teritoriul Germaniei de astăzi, pe 21 martie S.N. 31 martie 1685. A fost al optulea și cel mai tânăr dintre copiii lui Johann Ambrosius Bach și Elisabeth Lämmerhirt. Tatăl său era muzician de curte, având sarcina de a organiza activitatea muzicală cu caracter profan a orașului, dar și funcția de organist al bisericii locale.
Nu se cunosc cu certitudine detalii despre primii ani de viață ai lui Johann Sebastian. În documente din 1693 figurează înscris în clasa a cincea la Școala Latină din Eisenach, aceeași instituție unde a învățat și Martin Luther în urmă cu două secole. Instrucția muzicală a lui Johann Sebastian din acești ani se presupune că a fost asigurată de tatăl său, care l-ar fi putut învăța elemente de bază de teorie muzicală și să cânte la vioară.
Mama sa a murit în 1694, urmată după opt luni și de tatăl său, când Johann Sebastian avea numai 9 ani. Rămas orfan, a plecat la fratele său mai mare, Johann Christoph Bach, organist la Ohrdruf. Sub îndrumarea lui, aici a început să execute primele motive muzicale la orgă, intrând în contact cu muzica lui Froberger, Kerll și Pachelbel, ale căror compoziții se găseau în biblioteca lui Johann Christoph.
Pentru că nu își mai putea continua studiile la școala din Ohrdruf, din lipsă de locuri, Johann Sebastian a plecat în 1700 la Lüneburg. Aici a studiat la Școala Sf. Mihail, unde a făcut parte din cor și a cântat la orgă și clavecin. Vizavi de școală se afla și Ritter-Academie, unde studiau tinerii din familii bune, în anturajul cărora Bach a intrat în contact cu stilul muzical franțuzesc.
Tot în acești ani se presupune că l-a cunoscut pe organistul și compozitorul Georg Böhm, cu care a păstrat legătura toată viața. Probabil la sugestia lui, Johann Sebastian a făcut câteva călătorii la Hamburg, pentru a-l asculta pe Johann Adam Reinken, un foarte apreciat virtuoz al orgii.

### Weimar, Arnstadt și Mühlhausen (1703-1717)
După finalizarea studiilor în Lüneburg, Bach a încercat fără succes să obțină un post de organist în Sangerhausen. În martie 1703 a intrat în serviciul ducelui Johann Ernst al III-lea, ca „lacheu”. Nu este foarte clar ce îndatoriri a avut în acest rol, dar se speculează că pe lângă sarcinile domestice de servitor, ar fi și cântat la vioară sau la orgă, atunci când era nevoie de un înlocuitor în orchestra curții.
Șase luni mai târziu, datorită conexiunilor de familie, dar și reputației sale în creștere, a fost invitat la Arnstadt pentru a da un recital la orga nou construită în biserica Sf. Bonifaciu (numită și Biserica Nouă). Impresionate de îndemânarea tânărului de 18 ani, autoritățile orașului i-au oferit postul de organist, cu o remunerație generoasă și un program relativ lejer, de doar patru servicii pe săptămână.
În cei câțiva ani petrecuți la Arnstadt au apărut tensiuni între tânărul Bach și angajatorii săi, cauzate în special de animozitățile cu studenții din cor. Probabil din cauza diferenței mici de vârstă și a lipsei sale de experiență, dar și din cauza lipsurilor de tehnică și disciplină ale studenților, Johann Sebastian a refuzat constant să se implice prea mult în organizarea corului pentru a cânta lucrări mai complexe, preferând să-și exercite strict sarcinile de organist.
În august 1705, în timp ce se întorcea dintr-o vizită la castelul Neideck, Bach a avut o altercație cu unul dintre studenții din cor. Acesta l-a acuzat că l-ar fi insultat cu apelativul „fagotist ageamiu” (Zippel Fagottist) și l-a atacat cu un băț, ceea ce l-a determinat pe Bach să scoată cuțitul să se apere. Martorii i-au despărțit înainte ca lucrurile să degenereze, dar în zilele următoare Bach a depus plângere la consistoriul local. În urma audierilor studentul a scăpat doar cu o mustrare, iar pentru Bach a fost reînnoit îndemnul de a colabora mai mult cu studenții pentru muzica „concertată”.
Tensiunile din relația cu angajatorii săi s-au accentuat câteva luni mai târziu, când Bach a cerut o învoire de patru săptămâni, pentru a face o călătorie la Lübeck, pentru a-l întâlni și asculta pe Dietrich Buxtehude. Absența lui s-a prelungit însă la patru luni, timp în care vărul său, Johann Ernst Bach, s-a achitat de îndatoririle de organist la Arnstadt. La întoarcere, Johann Sebastian a fost convocat în fața consistoriului și i s-a cerut socoteală pentru absența îndelungată și i s-a reproșat din nou slaba colaborare cu studenții din cor. Dincolo de asta, i s-a atras atenția că variațiunile sale la coralele interpretate la orgă introduceau numeroase „tonuri stranii”, care stârneau confuzie în rândul congregației.
În decembrie 1706, organistul de la biserica Sf. Blasius din Mühlhausen a decedat, iar Bach a văzut aici o oportunitate de a pleca din Arnstadt. Pe 14 aprilie 1707, de Paști, și-a susținut proba pentru poziția rămasă vacantă, interpretând una dintre compozițiile sale timpurii, cel mai probabil cantata Christ lag in Todes Banden, BWV 4. Două luni mai târziu Bach a devenit noul organist al bisericii Blasius, pe același salariu cu cel pe care îl primea în Arnstadt.
La scurt timp după mutarea sa în Mühlhausen s-a căsătorit cu Maria Barbara Bach, verișoara lui de gradul al doilea.
Din anii petrecuți la Arnstadt și Mühlhausen datează primele sale compoziții. Multe dintre ele sunt dificil de datat, supraviețuind în copii făcute mai târziu. Este și cazul cunoscutei Toccata și Fuga în Re Minor, BWV 565, pe care, din cauza stilului său atipic, unii muzicologi o plasează în timpul acestei perioade formative, în timp ce alții pun la îndoială atribuirea ei lui Bach.

### Întoarcerea la Weimar (1708-1717)
În iunie 1708, Bach a întreprins o călătorie la Weimar, fiind invitat să examineze și să cânte pe orga din biserica castelului, care trecuse printr-un lung și costisitor proces de renovare. Ducele Wilhelm Ernst a fost încântat de demonstrația lui Bach, iar acesta a primit invitația să îl înlocuiască pe organistul curent al curții de la Weimar, care urma să se pensioneze.
În această funcție avea obligația de a compune nu numai muzică pentru orgă, dar și compoziții pentru ansambluri orchestrale, bucurându-se de protecția și prietenia ducelui Johann Ernst, el însuși compozitor. Pasionat de arta contrapunctului, Bach a compus majoritatea repertoriului de fugi în timpul activității sale în Weimar. Din această perioadă datează celebra compoziție „Clavecinul bine temperat” (germană: Wohltemperiertes Klavier), care include 48 preludii și fugi, câte două pentru fiecare gamă majoră și minoră, o lucrare monumentală nu numai prin folosirea magistrală a contrapunctului, dar și pentru faptul de a fi explorat pentru prima dată întreaga gamă tonală și multitudinea intervalelor muzicale.

### Köthen (1717–1723)
Din cauza deteriorării raporturilor cu ducele Wilhelm Ernst, Bach este nevoit să părăsească Weimarul în 1717, transferându-se la curtea prințului Leopold de Anhalt-Cöthen. În acest timp, compune cele 6 concerte brandenburgice, precum și suitele pentru violoncel „solo”, sonatele și partitele pentru vioară „solo” și suitele orchestrale.

### Leipzig (1723-1750)
În 1723 Johann Sebastian Bach a fost numit cantor și director muzical la Biserica Sfântul Toma din Leipzig. Bach avea sarcina, pe de o parte, de a preda muzica elevilor de la școala de canto, pe de altă parte, să furnizeze compoziții muzicale celor două biserici principale din Leipzig, compunând câte o cantată în fiecare săptămână, inspirate din lecturile biblice duminicale. Pentru zilele festive, Bach a compus cantate și oratorii de o deosebită frumusețe, ca Patimile după Matei pentru Vinerea Mare, Oratoriul de Crăciun pentru Crăciun ș.a. Multe dintre operele acestei perioade sunt fructul colaborării cu Collegium Musicum din Leipzig sau reprezintă compoziții așa-zise erudite, ca cele patru volume de exerciții pentru clavecin, partitele pentru pian, Variațiunile Goldberg, Arta Fugii, Concertul italian ș.a.
În ultimii ani ai vieții sale Johann Sebastian Bach a suferit de probleme de vedere. În 1750, a trecut printr-o intervenție chirurgicală la ochi efectuată de un oftalmolog, John Taylor, în încercarea de a-i restabili vederea. Din păcate, operația nu a avut succes, iar complicațiile au dus la o perioadă de suferință până la moartea sa în aceeași toamnă. Nu există dovezi concrete că Bach ar fi devenit orb din cauza manipulării plăcilor de zinc pentru tipărirea lucrărilor sale. Deși s-a implicat în procesul de editare și publicare a unora dintre compozițiile sale, nu există suficiente informații pentru a susține că acest lucru ar fi cauzat orbirea sa.

## Opera
Operele lui Johann Sebastian Bach au fost clasificate și catalogate în 1950 de muzicologul Wolfgang Schmieder în Bach-Werke-Verzeichnis („Catalogul operelor lui Bach”) și sunt numerotate ca atare.

## Familia
Johann Sebastian Bach s-a căsătorit în 1707 cu Maria Barbara, cu care a avut 7 copii, din care numai 4 au supraviețuit bolilor copilăriei. După moartea primei sale soții, Bach s-a recăsătorit în 1721 cu Anna Magdalena Wilcke, o tânără soprană, cu care - deși cu 17 ani mai tânără ca el - a avut o lungă căsnicie fericită. Împreună au avut 13 copii. Toți fiii lui Bach au arătat o deosebită dotare pentru muzică, mulți dintre ei devenind muzicieni consacrați, așa Wilhelm Friedemann Bach, Johann Gottfried Bernhard Bach, Johann Christoph Friedrich Bach, Johann Christian Bach și Carl Philipp Emanuel Bach.